# Nykredit
Nykredit est une banque danoise spécialisée dans le crédit et l'investissement. 

## Histoire
Nykredit est fondée en 1985. En 2003, Nykredit acquiert Totalkredit, puis en 2008, elle fusionne avec Forstædernes Bank.
En décembre 2024, Nykredit  annonce l'acquisition de Spar Nord Bank pour 3,5 milliards de dollars,.